# Beverley Redfern
Pour les articles homonymes, voir Redfern (homonymie).
Beverley Redfern, née en 1956 à Imtarfa, est une coureuse de fond écossaise spécialisée en course en montagne. Elle a remporté le titre de championne du monde de course en montagne 1990.

## Biographie
Pratiquant la course à pied comme loisir, elle se met à la compétition en 1988 et court ses premières fell races en 1989. Elle s'illustre tout de suite en remportant sa première course à Lomonds of Fife en juin puis celle de Ben Nevis en septembre,.
En 1990, elle domine la course lors du Trophée mondial de course en montagne à Telfes et remporte la victoire avec près d'une minute d'avance sur l'Italienne Maria Cocchetti. Elle remporte également la médaille de bronze avec Patricia Calder et Joyce Salvona. Elle contracte par la suite un virus qui la met au repos forcé pendant 18 mois.
Elle effectue son retour lors de l'édition 1993 de Sierre-Zinal et s'y impose en 3 h 11 min 31 s.
Elle se met par la suite à l'ultra-trail en 2011. Elle termine sixième de la catégorie V2F à l'Ultra-Trail du Mont-Blanc 2013, en 40 h 15 min 32 s, et en 2017, elle remporte la victoire en catégorie W50+ à l'Ultra Tour Monte Rosa 116 en 29 h 57 min 49 s. Elle prend part à l'Eiger Ultra Trail 2018 et se retrouve parmi les concurrents bloqués lors de l'interruption de course. Elle termine finalement 41e (première en catégorie Dames Senior III) du classement « Neustart » avec un temps de 15 h 23 min 45 s.

## Palmarès
| no   | féminin            | Course                                | Longueur | Départ            | Temps           |
| ---- | ------------------ | ------------------------------------- | -------- | ----------------- | --------------- |
| 153e | Médaille d'or      | Course du Ben Nevis                   | 14 km    | 2 septembre 1989  | 2 h 3 min 10 s  |
| 1re  | Médaille d'or      | Trophée mondial de course en montagne | 7,88 km  | 15 septembre 1990 | 36 min 36 s     |
|      | Médaille d'argent  | Course de Schlickeralm                | 14,3 km  | 16 septembre 1990 | 1 h 33 min 54 s |
|      | Médaille de bronze | Thyon-Dixence                         | 16,35 km | 1er août 1993     | 1 h 36 min 23 s |
| 87e  | Médaille d'or      | Sierre-Zinal                          | 31 km    | 8 août 1993       | 3 h 11 min 31 s |